# Endeavour (navette spatiale)
OV-105
Pour les articles homonymes, voir Endeavour.

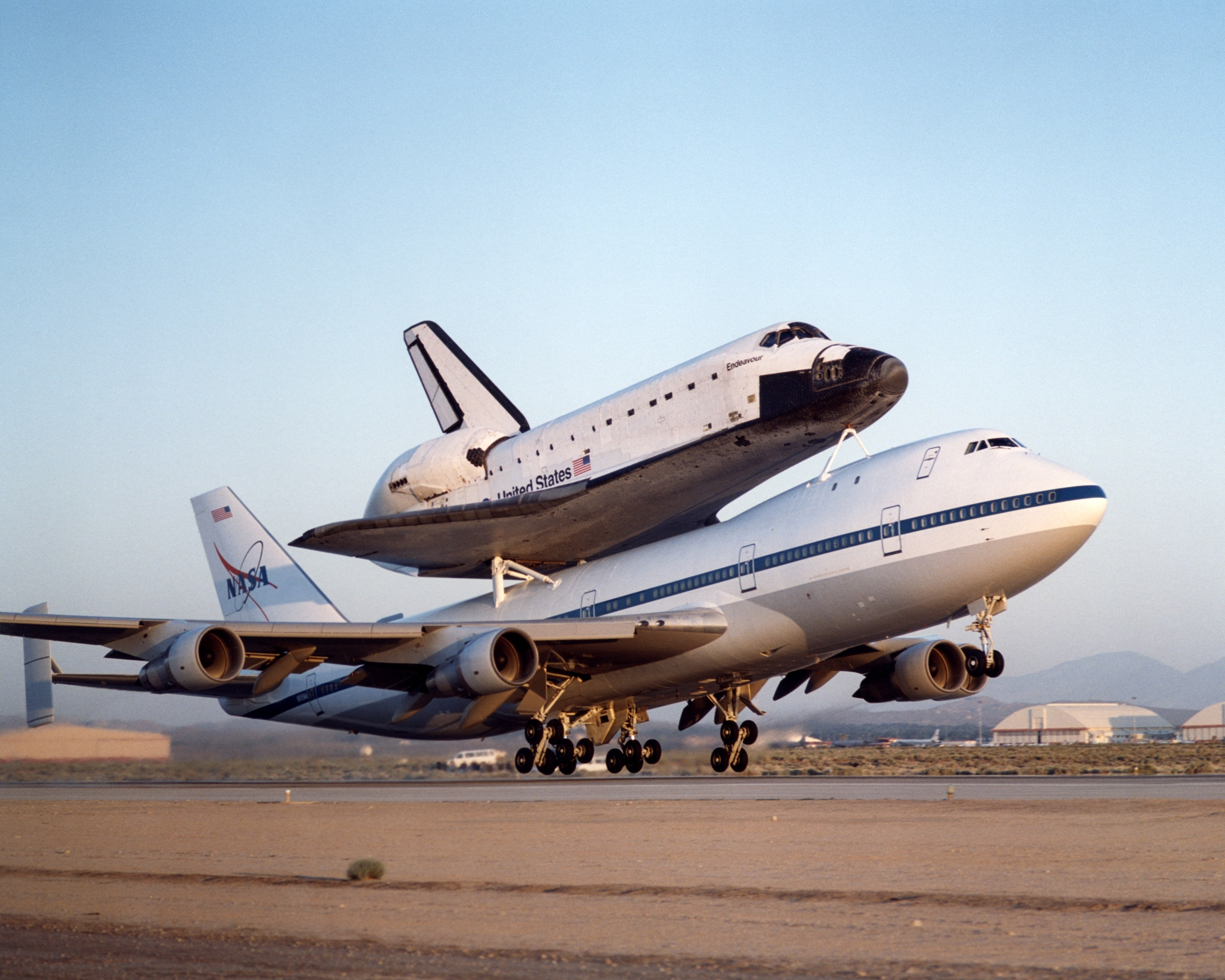
La navette spatiale Endeavour en charge sur un des deux Boeing 747 Shuttle Carrier Aircraft.

La navette spatiale Endeavour (prononciation anglaise [inˈdevər]) (désignation : Orbital Vehicle 105, ou l'OV-105) est la cinquième et la plus récente des navettes spatiales de la NASA. Elle tire son nom de l'Endeavour, navire commandé par l'explorateur James Cook au XVIIIe siècle.

## Historique
La construction de Endeavour a commencé en 1987 pour remplacer Challenger, perdue dans un accident en 1986.
Le contrat d'acquisition passé le 31 juillet 1987 était de 1,3 milliard de dollars US.
Des pièces de rechange structurales de la construction des navettes Discovery et de Atlantis ont été utilisées pour son assemblage.
Endeavour a été lancée la première fois en 1992 et pour sa première mission a capturé et redéployé un satellite de communications défaillant. En 1993, Endeavour a fait la première mission de service STS-61 sur le télescope spatial Hubble. Endeavour a été retirée du service pendant huit mois en 1997 pour une modification, comprenant l'installation d'un nouveau sas.
Entre 1998 et 2002, Endeavour a accompli 8 missions. En particulier, en décembre 1998, Endeavour a livré le module Unity à la Station spatiale internationale (ISS).
Endeavour a été retirée du service pendant plusieurs mois pour maintenance puis en raison de la perte de Columbia en 2003, avant de reprendre du service avec 4 missions d'assemblage de l'ISS entre 2003 et 2010.
La dernière mission d'Endeavour, STS-134, initialement prévue le 29 avril 2011 et reportée au 16 mai 2011, a emporté l'ExPRESS Logistics Carrier 3 (ELC 3) et le spectromètre magnétique Alpha (AMS-02). La navette Endeavour s'est posée le 1er juin 2011 au Cap Canaveral, achevant ainsi son ultime mission dans l'espace.
Elle est désormais exposée comme pièce de musée au Centre des sciences de Californie à Los Angeles.
Le 30 mai 2020, la capsule Crew Dragon C206 est baptisée Endeavour par les astronautes Douglas Hurley et Robert Behnken en honneur de la navette.

## Missions
La navette spatiale Endeavour a réalisé 25 vols. Durant ses 25 missions, elle a passé 296 jours dans l’espace, accompli 4 671 orbites et parcouru 197 761 262 kilomètres au total.
| No | Date              | Désignation | Pas de tir | Site d'atterrissage    | Notes |
| -- | ----------------- | ----------- | ---------- | ---------------------- | --- |
| 1  | 7 mai 1992        | STS-49      | 39-B       | Edwards Air Force Base | Premier vol d'Endeavour et réparation du satellite Intelsat-6 |
| 2  | 9 décembre 1992   | STS-47      | 39-B       | Centre spatial Kennedy | Mission Spacelab |
| 3  | 13 janvier 1993   | STS-54      | 39-B       | Centre spatial Kennedy | Déploiement du satellite TDRS-F |
| 4  | 21 juin 1993      | STS-57      | 39-B       | Centre spatial Kennedy | Premier vol du module Spacehab |
| 5  | 2 décembre 1993   | STS-61      | 39-B       | Centre spatial Kennedy | Première mission d'entretien du télescope spatial Hubble (HSM-1) |
| 6  | 4 septembre 1994  | STS-59      | 39-A       | Edwards Air Force Base | Expérience du Space Radar Laboratory |
| 7  | 30 septembre 1994 | STS-68      | 39-A       | Edwards Air Force Base | Expérience du Space Radar Laboratory |
| 8  | 2 mars 1995       | STS-67      | 39-A       | Edwards Air Force Base | Expérience d'Astro-2 (observations astronomiques) |
| 9  | 7 septembre 1995  | STS-69      | 39-A       | Centre spatial Kennedy | Déploiement de 2 satellites (Spartan-2 et WSF-2) |
| 10 | 11 janvier 1996   | STS-72      | 39-B       | Centre spatial Kennedy | Capture et retour du satellite japonais Space Flyer Unit (SFU) |
| 11 | 19 mai 1996       | STS-77      | 39-B       | Centre spatial Kennedy | Expérience du Spacelab |
| 12 | 22 janvier 1998   | STS-89      | 39-A       | Centre spatial Kennedy | Arrimage à la Station spatiale Mir |
| 13 | 4 décembre 1998   | STS-88      | 39-A       | Centre spatial Kennedy | Missions d'assemblage de l'ISS (module Unity) |
| 14 | 11 février 2000   | STS-99      | 39-A       | Centre spatial Kennedy | Expérience du Shuttle Radar Topography Mission |
| 15 | 30 novembre 2000  | STS-97      | 39-B       | Centre spatial Kennedy | Missions d'assemblage de l'ISS (panneaux solaires P6) |
| 16 | 19 avril 2001     | STS-100     | 39-A       | Edwards Air Force Base | Missions d'assemblage vers l'ISS (bras robotique Canadarm 2) |
| 17 | 5 décembre 2001   | STS-108     | 39-B       | Centre spatial Kennedy | Arrimage de l'ISS |
| 18 | 5 juin 2002       | STS-111     | 39-A       | Edwards Air Force Base | Arrimage de l'ISS : a acheminé le Module logistique multi-usages |
| 19 | 23 novembre 2002  | STS-113     | 39-A       | Centre spatial Kennedy | Missions d'assemblage de l'ISS (poutre P1) |
| 20 | 8 août 2007       | STS-118     | 39-A       | Centre spatial Kennedy | Missions d'assemblage de l'ISS (poutre S5) |
| 21 | 11 mars 2008      | STS-123     | 39-A       | Centre spatial Kennedy | Missions d'assemblage de l'ISS : module japonais Kibo et le manipulateur agile spécialisé |
| 22 | 14 novembre 2008  | STS-126     | 39-A       | Edwards Air Force Base | Missions d'assemblage de l'ISS (Extension du système de support de vie et réparations) |
| 23 | 15 juillet 2009   | STS-127     | 39-A       | Centre spatial Kennedy | Mission d'assemblage de la Station spatiale internationale : livraison de deux derniers éléments du module japonais Kibō avec le Spacelab Pallet-Deployable 2, et d'un Cargo Carrier-Vertical intégré                                                       |
| 24 | 8 février 2010    | STS-130     | 39-A       | Centre spatial Kennedy | Mission d'assemblage de la Station spatiale internationale : livraison du Node 3 et de Cupola |
| 25 | 16 mai 2011       | STS-134     | 39-A       | Centre spatial Kennedy | Mission d'assemblage de la Station spatiale internationale : livraison du Spectromètre magnétique Alpha (AMS-02) et de l'ExPRESS Logistics Carrier 3 (ELC-3). C'est la dernière mission d'Endeavour et l'avant-dernière des navettes spatiales américaines. |

L'orbiteur de 85 tonnes est arrivé à Los Angeles le 14 octobre 2012 et est exposé au California Science Center depuis le 30 octobre 2012

## Endeavouren fiction
- La navette Endeavour apparaît au début du film Fusion (2003) avec un retour sur terre en catastrophe.
- Dans la série Stargate SG-1, dans l'épisode « La morsure du serpent », la navette Endeavour vient ramener sur Terre, O'Neill, Carter, Teal'c et Bra'tac.
- Une réplique de la navette Endeavour se trouve au Cosmodôme du Québec, et sert à faire des simulations de mission.
- La navette Endeavour est évoquée dans le film Contact (1997), lors de la réception du signal extraterrestre.
- Dans le film X-Men: Dark Phoenix (2019) qui se déroule en 1992, l'équipage de la navette Endeavour est sauvé par les X-Men après avoir été touché par une puissante entité cosmique connue sous le nom de Force Phoenix.
- Dans le film Moonfall (2022), la navette Endeavour est visible au début du film. Puis elle est récupérée plus tard au California Science Center pour servir de vaisseau pour s'approcher de la Lune pour sauver la planète Terre